# Antoni Noguera i Balaguer

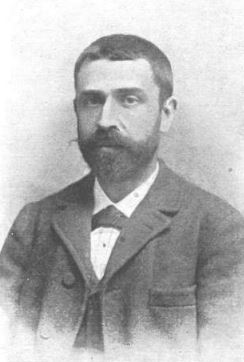
Antoni Noguera i Balaguer (1904)

Antoni Noguera i Balaguer (spanisch Antonio Noguera, * 1858 in Palma; † 28. März 1904 ebenda) war ein mallorquinisch-spanischer Komponist, Pianist und Musikwissenschaftler. Er leistete Pionierarbeit bei der Erforschung des mallorquinischen Volksliedes.

## Leben und Werk
Antoni Noguera war der Sohn des Komponisten und Musikprofessors Honorat Noguera. Von seinem Vater in die Musik eingeführt studierte er in den 1870er Jahren zunächst Bauingenieurwesen mit der Ausrichtung Straßenbau in Madrid. Er übte dieses Tätigkeitsfeld nie praktisch aus und beschäftigte sich bereits in Madrid autodidaktisch weiter mit der Musik.
Ende der 1870er Jahre ging Noguera zurück nach Mallorca und trat als Pianist in Konzertabenden auf. 1886 führte er mit dem Kaisermarsch Richard Wagners erstmals dessen Musik auf der Insel auf. 1888 begann er seine musikwissenschaftliche Tätigkeit, die zur beruflichen Hauptachse seines Lebens wurde. Im selben Jahr lernte er Felip Pedrell kennen, zu dem er eine tiefe Freundschaft aufbaute. Er schrieb mit Beratung Pedrells das Werk Memoria sobre los cantos, danzas y tocatas de la isla de Mallorca (1893 „Erinnerung an die Lieder, Tänze und Toccatas der Insel Mallorca“). Er gründete 1890 zusammen mit dem Organisten, Chorleiter und katholischem Priester Antoni Josep Pont den Chor Capella de Manacor, mit der er seine musikalischen Ideen verwirklichen wollte und der er das Chorwerk Himne a la capella widmete. Mit dieser Capella de Manacor leistete er praktische Arbeit an folgenden beiden Forschungsfronten: Erstens an der großen klassischen spanischen Polyphonie des 16. Jahrhunderts und zweitens an dem Genre der (mallorquinischen) Volksmusik, das er in seinem Werk von 1893 Memoria sobre los cantos, danzas y tocatas de la isla de Mallorca niedergelegt hatte.
Er komponierte einige Klavierwerke wie Polka de concierto, Vals capricho, Minuetto all’antica, Mazurka, La Balanguera und  Trois danses sur des airs populaires de l’île de Majorque (1901) sowie Chorkompositionen und Harmonisationen wie die bereits genannte Himne a la capella, La Balanguera, Hivernenca („Angelegenheiten des Winters“) und La Sesta („die Mittagsruhe“). Seine Suite Melodies populars mallorquines bietet eine Stilisierung des mallorquinischen Ball dels cossiers (Volkstanz).
Darüber hinaus veröffentlichte Noguera einige Werke des mallorquinischen Komponisten und Organisten Joan Aulí i Caldentey (1797–1869).